# Rudi Janssens
Rudi Janssens (Leuven, 18 juni 1962 - Brugge, 21 augustus 2021) was een Belgisch socioloog en professor aan de Vrije Universiteit Brussel. Hij was vooral gekend om zijn onderzoek naar taalgebruik in het Brussels Hoofdstedelijk Gewest en de Brusselse Rand en als drijvende kracht achter het Brussels Informatie-, Documentatie- en Onderzoekscentrum BRIO.

## Opleiding
Janssens studeerde sociologie aan de VUB. In 1995 promoveerde hij met het doctoraatsproefschrift ‘A Boolean Approach to Attitude Measurement applied to the Integration Process of Women from Turkish and Moroccan Islamic Minorities into a Western Value System’. 

## Loopbaan
Janssens was aan de VUB achtereenvolgens verbonden aan het ‘Centrum voor Statistiek en Operationeel Onderzoek’, het ‘Centrum voor Vrouwenstudies’ en het ‘Centrum voor de Interdisciplinaire Studie van Brussel’.  
Vanaf 2000 was Janssens verantwoordelijk voor het taalbarometeronderzoek in Brussel (met 4 taalbarometerpeilingen). Vanaf 2013 voor eenzelfde soort onderzoek naar taalgebruik in de Vlaamse Rand. Verder publiceerde hij onder meer over het onderwijssucces van kansengroepen in het hoger onderwijs, over verschillende aspecten van het taalgebruik en taalbeleid in meertalige en multiculturele steden, maar ook over de relatie tussen mobiliteit, migratie en integratie, en over verhuisbewegingen van en naar Brussel.
Jarenlang was Janssens het gezicht van BRIO (Brussels informatie-, documentatie- en onderzoekscentrum), een door de Vlaamse Gemeenschap gesubsidieerd consortium van het Centrum voor de Interdisciplinaire Studie van Brussel van de Vrije Universiteit Brussel en het Studiecentrum voor Ondernemerschap van de KUBrussel/EHSAL.
In 2020 trad Janssens toe tot de Brusselse Raad voor Meertaligheid, voorgezeten door UCL-professor Philippe Van Parijs. De andere leden van de raad waren bij oprichting: Wim Vandenbussche (VUB), Yvon Englert (ULB), Dirk Jacobs (ULB), Laurence Mettewie (UNamur) and Aimée-fidèle Mukunde (Minderhedenforum). 

## Onderzoek
Janssens deed vooral onderzoek naar taalgebruik en taalbeleid in meertalige en multiculturele steden. Daarnaast onderzocht hij de relatie tussen mobiliteit, migratie en integratie, en de verhuisbewegingen van en naar het Brussels Hoofdstedelijk Gewest. 

### Taalbarometer
Prof. Dr. Els Witte legde in 1997 de basis voor het onderzoek. Op dat moment waren de meest recente inzichten over de taalverhoudingen in Brussel, de resultaten van de talentelling van 1947.
Door de derde staatshervorming verkreeg het Brussels Hoofdstedelijk Gewest eigen instellingen, een parlement en regering. Daarnaast werden gemeenschappen en gewesten verder uitgetekend. De Brusselse bevolking bestond niet enkel uit beide traditionele Belgische taalgroepen. Onder invloed van internationale migratie een multiculturele was Brussel meertalige stad was geworden. Het taalbarometeronderzoek tracht een overzicht te bieden van het taalgebruik en de taalverschuivingen binnen het Brussels Hoofdstedelijk Gewest en de manier waarop vanuit de specificiteit van de Brusselse situatie met deze taaldiversiteit wordt omgegaan.
Met een tussentijd van vijf jaar ondervroeg hij vier keer 2.500 volwassen Brusselaars en recenter ook twee keer 2.500 bewoners uit de Rand. 

## Publicaties (selectie)
- Rudi Janssens (2001). Taalgebruik in Brussel — Taalverhoudingen, taalverschuivingen en taalidentiteit in een meertalige stad (pdf), 19 keer Brussel; Brusselse Thema's (8). VUBPress (Vrije Universiteit Brussel). ISBN 9054872934. Geraadpleegd op 2 september 2021.
- Jimmy Koppen; Bart Distelmans; Rudi Janssens (october 2002). Brusselse thema's - Taalfaciliteiten in de rand. VubPress, pp. 497. ISBN 9789054873358.
- Rudi Janssens (2008). Taalgebruik in Brussel en de plaats van het Nederlands: enkele recente bevindingen. Brussels Studies Institut.
- Rudi Janssens (2013). Meertaligheid als cement van de stedelijke samenleving. Een analyse van de Brusselse taalsituatie op basis van taalbarometer 3. VUBPRESS. ISBN 9789057182884.
- (fr) Rudi Janssens (2014). Le multilinguisme urbain: le cas de Bruxelles. RacineCampus. ISBN 9789401418539.
- Rudi Janssens (9 december 2014). Taal en identiteit in de Rand:een analyse van de taalsituatie in de Rand rond Brussel op basis van de Brio-taalbarometer. VUBPRESS. ISBN 9789057184055.
- Rudi Janssens (21 december 2018). Meertaligheid als opdracht:een analyse van de Brusselse taalsituatie op basis van taalbarometer 4. VUBPRESS. ISBN 9789057188367.
- Rudi Janssens (12 juni 2019). De Rand vertaald:een analyse van de taalsituatie op basis van Taalbarometer 2 van de Vlaamse Rand. VUBPRESS, pp. 169. ISBN 9789057188985.

- Gemeinsame Normdatei: 172782082
- International Standard Name Identifier: 0000 0000 3753 6491
- Nationale Bibliotheek van Tsjechië: osd2016907635
- Système universitaire de documentation: 184196442
- Virtual International Authority File: 15063114